# بولشه‌توگانیوو
بولشه‌توگانیوو (انگلیسی: Bolshetuganeyevo) یک شهرک در شهرستان کالتاسینسکی استان باشقیرستان کشور روسیه است.